# Novopskovský rajón
Novopskovský rajón (ukrajinsky Новопсковський район) byl rajón v Luhanské oblasti na Ukrajině. Hlavním městem byl Novopskov a rajón měl přibližně 35 tisíc obyvatel. 

## Sídla v rajónu
- Biloluck
- Novopskov